# 維什基夫卡
50°40′22″N 27°35′49″E / 50.67278°N 27.59694°E
維什基夫卡（烏克蘭語：Вишківка），是烏克蘭北部的村莊，隸屬日托米爾州的茲維亞赫爾區。該村始建於1855年，面積0.74平方公里，海拔高度208米，2001年人口115。